# فصل الزيت عن الماء
فاصل الزيت عن الماء (OWS) هو جزء من الجهاز المستخدم لفصل خليط الزيت والماء إلى مكوناتهما المنفصلة. هناك العديد من الأنواع المختلفة من فاصل الزيت عن الماء. كل منها لديه قدرة مختلفة على فصل الزيت عن الماء ويستخدم في صناعات مختلفة. يتم تصميم واختيار فاصل الزيت عن الماء بعد مراعاة معايير أداء فصل الزيت واعتبارات تكلفة دورة الفصل. يمكن أن يُفهم من كلمة "زيت" أنها تعني الزيوت المعدنية والنباتية والحيوانية والعديد من الهيدروكربونات المختلفة.

## مقدمة
يمكن تصميم أجهزة فصل الزيت عن الماء لمعالجة مجموعة متنوعة من الملوثات الموجودة في الماء بما في ذلك الزيت العائم الحر والزيت المستحلب والزيت المذاب والمواد الصلبة المعلقة. وليست كل أنواع أجهزة فصل الزيت عن الماء قادرة على فصل جميع الملوثات. أكثر معايير الأداء شيوعًا التي تم أخذها في الاعتبار هي:
- حجم قطرة الزيت (في التغذية إلى الفاصل)
- كثافة الزيت
- لزوجة الماء (درجة الحرارة)
- جودة مياه الصرف المطلوبة
- تركيز زيت التغذية ونطاق تركيزات الزيت المحتملة
- تدفق مياه زيت التغذية (يوميًا وذروة كل ساعة)

## قارورة فلورنسية
القارورة الفلورنسية، والمعروفة أيضًا باسم مزهرية فلورنسا، أو وعاء فلورنسا، أو مستقبل فلورنسا أو جوهر، هي نوع من الفاصل للحصول على الزيوت الأساسية أو النكهة بعد عملية التقطير. تنفصل أطوار الماء والزيت في الفلورنسا لأن الكثافات مختلفة ومعظم الزيوت العطرية غير قابلة للذوبان في الماء.

## فاصل الماء الزيتي (البحري)
الغرض من جهاز فصل الزيت عن الماء على متن السفينة هو فصل الزيت والمواد الملوثة الأخرى التي قد تكون ضارة بالمحيطات. يتم العثور عليها عادة على متن السفن حيث يتم استخدامها لفصل الزيت عن مياه الصرف الزيتية مثل مياه الصابورة قبل تصريف مياه الصرف الي البيئة. يجب أن تتوافق تصريفات مياه الصرف الصحي هذه مع المتطلبات المنصوص عليها في اتفاقية ماربول 73/78 .